# Hadrogryllacris callosa
Hadrogryllacris callosa är en insektsart som först beskrevs av Brunner von Wattenwyl 1888.  Hadrogryllacris callosa ingår i släktet Hadrogryllacris och familjen Gryllacrididae. Inga underarter finns listade i Catalogue of Life.